# Apodigona abbreviata
Apodigona abbreviata är en mångfotingart som beskrevs av Filippo Silvestri 1903. Apodigona abbreviata ingår i släktet Apodigona, ordningen vinterdubbelfotingar, klassen dubbelfotingar, fylumet leddjur och riket djur. Inga underarter finns listade i Catalogue of Life.